# هنا الزاهد
هنا الزاهد (5 يناير 1994 -) ممثلة ومقدمة برامج مصرية، بدأت مسيرتها في الإعلانات قبل أن تدخل عالم الدراما في مسلسل فرق توقيت، ظهرت في فيلمها الأول خطة جيمي في 2014. ولعبت دورا رئيسيا في مسلسل سك على إخواتك الذي عرض على إم بي سي مصر ثم انطلقت في مشوار النجومية بأدوار متعددة حتى قامت بأدور بطولة كما حدث في فيلمي قصة حب والغسالة.

## مسيرتها الفنية
ولدت هنا الزاهد في القاهرة، هي ابنة "شيرين المنزلاوي" زوجة طلعت زكريا. ظهرت لأول مرة كطفلة من خلال مشاركتها في مشهد قصير في فيلم المشخصاتي عام 2003
، ولاحقاً شاركت محمد صبحي في مسلسل يوميات ونيس في عام 2009 حين أدت دور فتاة مصرية كانت تعيش بأمريكا. انضمت إلى طاقم عمل مسلسل فرق توقيت بجانب تامر حسني ونيكول سابا في 2014، ثم ظهرت في نفس السنة في فيلم خطة جيمي بالاشتراك مع ساندي وإسلام جمال. قدمت دور رئيسي في مسلسل مأمون وشركاه مع عادل إمام.

## حياتها الخاصة
في 15 أغسطس 2018 احتفلت هنا الزاهد بخطوبتها على الفنان أحمد فهمي، في حفل عائلي أُقيم بمنزلها، واقتصرَ الحفل على أهل العروسين وعددٍ قليل من أصدقائهم، وفي 11 سبتمبر 2019 احتفلا بزفافهما في حفل كبير حضره الكثير من نجوم الفن.
في نوفمبر 2023 أعلنت عن انفصالها عن زوجها بعد 4 سنوات من الزواج وكتب على صفحتها الشخصية على موقع انستغرام: "الحمدلله.. تم الانفصال بيني وبين أحمد بعد 4 سنين جواز."

## أعمالها

### الأفلام
| السنة | اسم الفيلم              | الدور           |
| ----- | ----------------------- | --------------- |
| 2003  | المشخصاتي               | طفلة المستشفى   |
| 2014  | خطة جيمي                | فاطمة           |
| 2018  | عقدة الخواجة            | سالي            |
| 2018  | بني آدم                 | دينا            |
| 2019  | قصة حب                  | جميلة           |
| 2020  | الغسالة                 | عايده - الحاضر  |
| 2022  | بحبك                    | حبيبة           |
| 2023  | مستر إكس                | طيبة            |
| 2024  | فاصل من اللحظات اللذيذة | درية            |
| 2024  | عاشق                    | زينة - ضيفة شرف |
| 2024  | بضع ساعات في يوم ما     | سارة            |
| 2025  | ريستارت                 | عفاف            |

### المسلسلات
| السنة | اسم المسلسل                        | الدور |
| ----- | ---------------------------------- | --- |
| 2009  | يوميات ونيس وأحفاده (الجزء السادس) | هايدي |
| 2014  | فرق توقيت                          | مها |
| 2015  | البيوت أسرار                       | زينة النحاس |
| 2015  | مولانا العاشق                      | ماتيا |
| 2015  | ألف ليلة وليلة                     | دنيا زاد |
| 2016  | مأمون وشركاه                       | نيفين |
| 2016  | الميزان                            | لينا الشربيني |
| 2017  | في ال لا لا لاند                   | جاسمين |
| 2018  | سك على إخواتك                      | دنيا |
| 2018  | أيوب                               | أسماء زينهم |
| 2019  | الواد سيد الشحات                   | ريتاج |
| 2021  | حلوة الدنيا سكر                    | ساندي (ساندي كراش) - راندا (الجريمة لا تفيد) - هنادي (المتخصصة) - شيرين (لا سحر ولا شعوذة) - ريهام (9 خطوات لقلب الرجل) - مريم (قولي لأحمد) - جميلة (لو كنت يوم أنساك) - أماني/تهاني (أماني وتهاني) |
| 2021  | النمر                              | ملك |
| 2022  | أنا وهي                            | هند |
| 2022  | مكتوب عليا                         | ضيف شرف |
| 2023  | سيب وأنا أسيب                      | نبيلة الجندي / بيلا الجندي |
| 2025  | إقامة جبرية                        | سلمى |

### البرامج
| السنة | اسم البرنامج | الدور          |
| ----- | ------------ | -------------- |
| 2020  | هزر فزر      | مقدمة البرنامج |

### المسرحيات
| السنة | اسم المسرحية     |
| ----- | ---------------- |
| 2005  | خلوصي حارس خصوصي |
| 2016  | أهلا رمضان       |
| 2021  | جوازة معفرتة     |
| 2023  | ميمو             |
| 2024  | تييت             |
| 2024  | كازانوفل         |
| 2024  | الباشا           |
| 2024  | تييت             |

### الرسوم المتحركة
| السنة | الاسم   |
| ----- | ------- |
| 2020  | فولانيا |

### المسلسلات الإذاعية
| السنة | الاسم          |
| ----- | -------------- |
| 2019  | عربي إنجليزي   |
| 2020  | لف وإرجع تاني  |
| 2021  | 29 يوم         |
| 2022  | العصمة في إيدي |
| 2023  | مطلوب عريس     |
| 2024  | فبركة          |

## الجوائز
في عام 2025 فازت الممثلة هنا الزاهد كأفضل ممثلة عن فئة السينما في حفل جوائز Joy Awards جوائز صناع الترفيه والمقام في الرياض عاصمة المملكة العربية السعودية. وقد سلمها الجائزة الممثل الهوليوودي الشهير ماثيو ماكونهي.

## وصلات خارجية
- هنا الزاهد على موقع IMDb (الإنجليزية)
- هنا الزاهد على موقع الدهليز
- هنا الزاهد على موقع قاعدة بيانات الأفلام العربية
- هنا الزاهد على موقع قاعدة بيانات الفيلم (الإنجليزية)